# Mjölbaggar
Mjölbaggar (Tenebrioninae, innefattar släktena Tenebrio och Tribolium) är en sorts skalbaggar som alla ingår i familjen svartbaggar (Tenebrionidae). Larver av flera arter betecknas som mjölmask.

## Arter
- Svartbrun mjölbagge (Tribolium destructor), vanligast av mjölbaggarna som skadedjur i Sverige.
- Stor mjölbagge (Tenebrio molitor), vars larver ofta odlas som mat till fiskar eller ödlor.
- Kastanjebrun mjölbagge (Tribolium castaneum)
- Rismjölbagge (Tribolium confusum)
- Matt mjölbagge (Tenebrio opacus)